# Ицзяншань-Дачэньская операция
Ицзяншань-Дачэньская операция — десантная операция Народно-освободительной армии Китая (НОАК) на архипелаг Дачэнь (англ. Dachen Islands), произошедшая во время Первого кризиса в Тайваньском проливе в январе-феврале 1955 года, в результате которой КНР вынудила Китайскую Республику (Тайвань) оставить острова.

## Ход операции
18 января 1955 года в 8 часов утра бомбардировщики КНР нанесли удары по командным пунктам на островах Ицзяншань и позициям дальнобойной артиллерии на острове Дачэнь, за несколько минут было сброшено 127 тонн бомб. Удар с кораблей ВМС в 13:16 пришёлся на укрепления, артиллерийские позиции и радиолокационные станции. В 14:00 авиация повторно провела бомбардировку. Авиация противника в воздух не поднималась.
Около 14:20 3 пехотных батальона 1-го эшелона осуществили высадку с боем в более 20 пунктах на островах южный Ицзян и северный Ицзян, а штурмовая авиация стала наносить удары по очагам сопротивления войск Вооружённым силам Китайской Республики. Прорвав передовые рубежи противника, десант стал развивать наступление в глубину и к 17:30 сломил организованное сопротивление защитников. К 2 часам ночи 19 января обороняющиеся войска ВС Китайской Республики были полностью ликвидированы.
19 января ВВС НОАК продолжили бомбёжки острова Дачэнь. В результате инфраструктура на островах, особенно коммуникационная, была серьезно повреждена. Также было полностью разрушено водохранилище, а из-за отсутствия запасов пресной воды защитить архипелаг было практически невозможно. В ответ на эти действия авиация США и Тайваня, начиная с 19 января, выполнила более 2 тысяч самолёто-вылетов над спорными островами, не давая возможности десанту НОАК захватить их. Решение о вывозе войск и населения с архипелага было принято 5 февраля.
8—12 февраля войска ВС Китайской Республики и гражданское население с помощью флота США оставили остров Дачэнь и соседние острова и были перевезены на Тайвань. К 25 февраля архипелаг был полностью занят войсками НОАК.